# Kluknava
Kluknava és un poble i municipi d'Eslovàquia. Es troba a la regió de Košice, a l'est del país.

## Història
La primera referència escrita de la vila data del 1304.

## Demografia
| Godina             | 1994 | 2004   | 2014   | 2024   |
| ------------------ | ---- | ------ | ------ | ------ |
| Nombre de persones | 1757 | 1642   | 1590   | 1530   |
| Diferència         |      | −6,54% | −3,16% | −3,77% |

| Godina             | 2023 | 2024   |
| ------------------ | ---- | ------ |
| Nombre de persones | 1525 | 1530   |
| Diferència         |      | +0,32% |